# Us3
Us3 – brytyjski zespół acid-jazzowy, założony w 1991 roku w Londynie. Jego muzycy używają klasycznych sampli z piosenek wydanych przez Blue Note Records. Najbardziej znani są z utworu Cantaloop (Flip Fantasia), w którym wykorzystali sample z kompozycji Herbie'ego Hancocka Cantaloupe Island.

## Członkowie
- Geoff Wilkinson – bity
- Akil Dasan – wokal
- Chris Storr – trąbka
- Ed Jones – saksofon
- Neville Malcolm, „Level”  – bas
- DJ First Rate – gramofony
- Mike Gorman – pianino
- Sean Hargreaves – pianino
- John Crawford – pianino
- Ernie Cranenburgh – gitara

## Single na Liście Przebojów Trójki
| Rok  | Tytuł                     | Pozycja na liście |
| Rok  | Tytuł                     | LP3               |
| ---- | ------------------------- | ----------------- |
| 1993 | Cantaloop                 | 33                |
| 2001 | You Can't Hold Me Down    | 48                |
| 2005 | Cantaloop 2004: Bossa Mix | 50                |

## Dyskografia
- 1993 Cantaloop (Flip Fantasia) (EP)
- 1993 Hand on the Torch
- 1994 Tukka Yoot's Riddim (EP)
- 1994 I got it goin' on (EP)
- 1997 Broadway & 52nd
- 1999 Flip Fantasia: Hits and remixes
- 2001 An ordinary day in an unusual place
- 2003 The Ultimate Hand on the Torch
- 2003 Questions
- 2004 Us3
- 2006 Schizophonic
- 2007 Say What!
- 2009 Stop. Think. Run
- 2011 Lie, Cheat & Steal
- 2013 The Third Way (Hand On The Torch Vol.2)